# Tidarren gracile
Tidarren gracile là một loài nhện trong họ Theridiidae.
Loài này thuộc chi Tidarren. Tidarren gracile được miêu tả năm 2006 bởi Knoflach & Antonius van Harten.